# يروعش (المهرة)

تعديل مصدري - تعديل

يروعش هي إحدى قرى مديرية المسيلة التابعة لمحافظة المهرة، بلغ تعداد سكانها 41 نسمة حسب تعداد اليمن لعام 2004.